# Microsoft Edge
Pour les articles homonymes, voir Edge.
Chronologie des versions
Internet Explorer
Microsoft Edge est un navigateur web propriétaire développé par la société américaine Microsoft depuis 2015, et basé sur Chromium depuis 2020. Il fut conçu pour remplacer Internet Explorer. Edge est installé par défaut avec Windows 10 et Windows 11, et est disponible également sur MacOS et Linux, ainsi que sur mobile avec des versions Android et IOS.
Edge utilise Microsoft Bing comme moteur de recherche par défaut, et intègre également d'autres services Microsoft.

## Développement

### 2015: un successeur d'Internet Explorer
Edge est un nouveau navigateur web conçu pour remplacer Internet Explorer, qui utilisait le moteur de rendu Trident, alors devenu obsolète par son manque d'améliorations et son incompatibilité grandissante avec les nouvelles normes d'Internet, qui avaient mené à son déclin au profit de Google Chrome basé sur le moteur de rendu Blink.
Dévoilé officiellement le 21 janvier 2015 sous le nom de code « Project Spartan » (à la base pour s'éloigner de son aîné IE), le navigateur, basé sur le nouveau moteur de rendu EdgeHTML développé par Microsoft, sera plus tard nommé « Microsoft Edge » lors de la conférence Build le 29 avril 2015. Il est intégré à Windows 10 et sur les consoles Xbox One.
Contrairement à Internet Explorer, Edge est une application universelle Windows, c'est-à-dire qu'il peut tourner toutes les versions de Windows, que ce soit sur PC, sur une tablette, sur Xbox, HoloLens, ou anciennement sur Windows Phone.
Depuis le mois de février 2018, Edge n'est plus une exclusivité Windows 10 : Microsoft a porté le navigateur sur iOS et Android puis sur Linux en octobre 2020.
Si Internet Explorer atteint sa fin de support en 2022, Edge disposera d'un mode de compatibilité avec Internet Explorer jusqu'en 2029.
Initialement, avant le passage sous Chromium, le moteur JavaScript Chakra (en) prenait en charge le langage intermédiaire asm.js permettant ainsi d'améliorer la vitesse d'exécution des applications web qui l'utilisent. Désormais, Microsoft Edge utilise le moteur JavaScript V8 pour cela.

### 2020: passage de EdgeHTML à Chromium
En décembre 2018, Microsoft annonce la fin de l'utilisation du moteur de rendu EdgeHTML et du moteur JavaScript Chakra (en) dans Edge au profit de Chromium (utilisant Blink et V8). Le 15 janvier 2020, Microsoft Edge Chromium sort sur le site officiel. Pour des raisons de compatibilité, EdgeHTML (version 44.19041.1.0) est toujours présent mais Windows 10 le cache.

### 2023: intégration de l'Intelligence Artificielle Copilot
Lorsque Microsoft a développé le chatbot d'intelligence artificielle Bing Chat en février 2023, renommé « Microsoft Copilot » en novembre 2023, cette fonctionnalité n'était d'abord disponible que sur Edge. En juillet 2023, le chatbot est devenu accessible également sur Google Chrome.
Depuis avril 2023, Microsoft Edge inclut une barre latérale permettant de rechercher avec Bing ou de consulter des sites. Depuis l'intégration du chatbot de Bing, cette barre latérale permet de nouvelles fonctionnalités, comme de demander au chatbot de générer un résumé de la page courante.

## Fonctionnalités
L'outil Collection permet d'enregistrer des images ou du texte afin de les utiliser plus tard, ce sera la première vraie fonctionnalité « inédite »[source insuffisante].
Comme d'autres navigateurs, Edge comprend un lecteur PDF comportant des fonctionnalités d'édition comme du remplissage de formulaires.[réf. souhaitée]
Si l'utilisateur du logiciel rencontre un problème de connexion, le navigateur lui proposera de jouer à un jeu de surf pour patienter.
Le logiciel contient un outil qui permet de créer des citations[source insuffisante].
Une fonctionnalité permet aux images d'être automatiquement traitées par des algorithmes d’apprentissage automatique pour décrire l’image en mots et capturer tout texte qu’elle contient.[réf. nécessaire]
Les « onglets dormants » (sleeping tabs) permettent de décharger de la mémoire de l'appareil des onglets ouverts non utilisés afin d'économiser des ressources système[source insuffisante].
Un résolveur de problèmes mathématiques permet de résoudre des problèmes complexes par le biais d'une capture d'écran et donner le résultat étape par étape[source insuffisante].
Un correcteur avancé de fautes d'orthographe et de grammaire avec l'intégration de l'outil Editor est présent dans le navigateur ainsi qu'une prédiction lors de la saisie de texte[source insuffisante].
Microsoft Defender SmartScreen, un filtre anti-hameçonnage et anti-malware et ransomware de Windows, est conçu pour fonctionner avec Microsoft Edge.[réf. nécessaire]
Un moniteur de mots de passe avertit si les mots de passe ont été compromis et sont repérés sur le Dark Web. De plus, il permet de vérifier que le mot de passe n'est pas utilisé sur un autre site, suggère des mots de passe forts lors de leur saisie et donne le niveau de complexité des mots de passe et par ainsi, leurs efficacité[source insuffisante].
Sous Windows, un boost de démarrage permet au navigateur Edge de se lancer en arrière-plan lors du démarrage du système d'exploitation afin de lancer plus rapidement l'ouverture d'une fenêtre de l'application.[réf. nécessaire]
Le navigateur Microsoft Edge offre un accès rapide aux versions gratuites en ligne des applications Microsoft 365 : Word, PowerPoint, Excel, Outlook, OneDrive, OneNote, Calendar, ToDo, Skype, etc. Notamment, Edge permet de prévisualiser des fichiers Word, Excel ou Powerpoint directement dans le navigateur avant de les télécharger.[réf. nécessaire]
Les onglets verticaux, autre fonctionnalité de Microsoft Edge, peuvent faciliter l’organisation et l’identification rapide d'onglets lorsque beaucoup sont ouverts simultanément[source insuffisante]. Il est possible de défiler à travers les onglets verticaux avec la souris.[réf. nécessaire]
Un outil de capture d'écran permet d'effectuer des captures de zones spécifiques ou de la page web entière sans utiliser d'outil tiers. Cet outil est accessible avec le raccourci clavier Ctrl+Maj+S.
Edge comprend un outil de traduction des pages propulsé par Microsoft Traduction.
La prise en charge des extensions, comme le permettent de nombreux navigateurs web tel que Mozilla Firefox, n'est pas effective dès le lancement du navigateur. Il faudra attendre le 17 mars 2016 pour qu'une mise à jour de Microsoft Edge soit effectuée vers le build 14291 qui permet, entre autres, l’installation d’extensions sur le navigateur[source insuffisante]. Il est possible de les télécharger via le Microsoft Store. En septembre 2017, Microsoft revendiquait 62 extensions disponibles. Aujourd'hui, le navigateur prend en charge les extensions du Chrome Web Store.[réf. nécessaire]
Edge comprend une fonctionnalité « Drop » qui permet de partager des fichiers entre plusieurs appareils.
Son moteur de rendu était EdgeHTML qui était un fork de Trident. Celui-ci ne supporte plus : ActiveX, Browser Helper Object (en), VML, VBScript et les barres d'outils. Avec le passage à Chromium en 2020, le moteur de rendu est Blink. Le logiciel est exécuté dans un environnement bac à sable, contrairement à Internet Explorer, de plus, il est programmé en 64 bits. Ces changements ont pour effet de protéger le client d'une attaque par injection de code[source insuffisante].
Adobe contribue au développement du navigateur en y ajoutant une fonctionnalité pour les colorations en CSS et un support complet pour les modes de fusion (permettant de fusionner des calques) destinés aux développeurs Web via les répertoires open-source du navigateur sur la plateforme GitHub.

## Versions
Microsoft Edge est disponible en plusieurs versions qui sont distribuées sur plusieurs canaux.
- Canal stable : Elle est distribuée à grande échelle à la majorité des utilisateurs car il s’agit de la version la plus stable des canaux et est le résultat de la stabilisation de l’ensemble de fonctionnalités disponible dans la version bêta précédente du canal. Les nouvelles fonctionnalités sont environ toutes les quatre semaines. Les mises à jour de sécurité et de qualité sont distribuées selon les besoins. Une version du canal stable est prise en charge jusqu’à ce que la prochaine version du canal soit disponible.

- Canal Beta : Elle est destinée au déploiement de production auprès d’un échantillon représentatif d’utilisateurs, elle permet vérifier que les choses fonctionnent comme prévu, si un problème est découvert, il peut être corrigé avant la publication de la publication sur le canal stable. Les nouvelles fonctionnalités sont environ toutes les 4 semaines. Les mises à jour de sécurité et de qualité sont distribuées selon les besoins.

- Canal Dev : Elle est destinée à vous aider à planifier et développer avec les fonctionnalités les plus récentes de Microsoft Edge, mais avec une qualité supérieure à celle du canal Canary. Ce canal vous permet d’avoir un coup d’œil sur les prochaines versions et de préparer la prochaine version bêta.

- Canal Canary : Elle est livrée tous les jours, en raison de la nature de cette cadence, des problèmes surviennent au fil du temps et permet donc de récupérer un maximum de retours de la part des utilisateurs.

- Canal stable étendu (ESR) :  Elle n’est pas disponible en tant qu’application de navigateur distincte. Ce canal est une option de publication d’entreprise pour Microsoft Edge application stable alignée sur un cycle de publication majeur plus long de 8 semaines. Elle existe pour servir plus efficacement les organisations qui peuvent nécessiter une chronologie plus longue pour tester et valider les nouvelles versions de navigateur.

## Part de marché
Microsoft Edge prend la 3e place de la part de marché sur toutes plateformes confondues avec environ 4,05 % en se plaçant derrière Safari (18,84 %) et devant Mozilla Firefox (3,40 %) en mars 2022.
Elle est en revanche sur ordinateur à la 2e place avec 9,65 % en se plaçant derrière Google Chrome (67,29 %) et devant Safari (9,56 %) en mars 2022.

## Critiques
Il faut noter la difficulté en août 2015 pour importer les marque-pages de Firefox : l'importation directe étant impossible. Il faut, par exemple, importer ces marque-pages de Firefox vers Google Chrome, puis de Google Chrome vers Microsoft Edge, mais il est ensuite impossible de les trier par ordre alphabétique.
En décembre 2015, de nouvelles critiques qui comparent les failles de sécurité de Edge à celles connues sur Internet Explorer sont apparues, la résorption de ces failles étant effectuée concomitamment sur les deux logiciels. La presse spécialisée redoute ainsi qu'Edge soit un peu trop assimilable, à terme, à IE.
En juillet 2024 est révélée que Google Chrome intègre une API qui permet aux sites et services de Google d'accéder aux informations tels que le processeur, le processeur graphique, la mémoire vive  et aux journaux de visite des internautes sur les domaines Google. Cette API est intégrée à l'extension hangout services ne peut être désactivée, bien que cela soit contraire à la législation européenne sur les marchés numériques (DMA). Cette API a été trouvée sur les navigateurs utilisant Chrome comme base, tels que Microsoft Edge, Opera et Brave.

## Logos

Ancien logo de Microsoft Edge (2015-2019)